# Complex vertebral malformation
Die Complex vertebral malformation (CVM) ist ein angeborenes Syndrom bei Holstein-Rindern, das zu Fehlbildungen der Kälber führt und letal verläuft meist mit Fehlgeburt oder Tod kurz nach der Geburt. Sie kann auch bei den Rinderrassen Holstein-Friesian und Wagyū auftreten.

## Verbreitung
Die Vererbung erfolgt autosomal-rezessiv.
Die Verbreitung des Gendefektes kann auf einen Nachkommen des Zuchtbullen Osborndale Ivanhoe, Penstate Ivanhoe Star zurückgeführt werden.

## Ursache
Der Erkrankung liegt eine „missense“ Mutation im SLC35A3-Gen zugrunde, das zur SLC-Transporter-Familie gehört.
Dieses Gen spielt beim Menschen beim SLC35A3-CDG (Autismus-Spektrum-Störung-Epilepsie-Arthrogrypose-Syndrom) eine Rolle.